# Onobrychis kachetica
Onobrychis kachetica är en ärtväxtart som beskrevs av Pierre Edmond Boissier och Friedrich Alexander Buhse. Onobrychis kachetica ingår i släktet esparsetter, och familjen ärtväxter. Inga underarter finns listade i Catalogue of Life.